# فرودگاه کلداس نوواس
فرودگاه کلداس نوواس (به انگلیسی: Caldas Novas Airport) (به زبان بومی: Aeroporto Nelson Ribeiro Guimarães) یک فرودگاه همگانی مسافربری با کد یاتا CLV است که یک باند فرود آسفالت دارد و طول باند آن ۲۱۰۰ متر است. این فرودگاه در کشور برزیل قرار دارد و در ارتفاع ۶۸۵ متری از سطح دریا واقع شده‌است.

## شرکت‌های هواپیمایی و مقصدهای پروازی
| شرکت‌های هواپیمایی     | مقصدهای پروازی                  |
| --------------------- | ------------------------------- |
| آزول برزیلین ایرلاینز | تانکردو نوس، ویراکوپوس-کامپیناس |
| گول ایر ترنسپورت      | کونگونیاس-سائو پائولو           |